# Christian Neiva Afonso
Christian Neiva Afonso, meglio noto come Kiki (Vila Chã, 10 dicembre 1994), è un calciatore portoghese, difensore dell'AVS.

## Caratteristiche tecniche
È un'difensore centrale.

## Carriera
Ha giocato nella prima divisione portoghese ed in quella russa.